# Indywidualne Mistrzostwa Polski na Żużlu 1961
Indywidualne Mistrzostwa Polski na Żużlu 1961 – zawody żużlowe, mające na celu wyłonienie medalistów indywidualnych mistrzostw Polski w sezonie 1961. Rozegrano cztery turnieje ćwierćfinałowe, dwa półfinały oraz finał, w którym zwyciężył Florian Kapała.

## Finał
- Rzeszów, 24 września 1961
- Sędzia:

| Msc. | Zawodnik                    | Klub           | Pkt  |             |  |
| ---- | --------------------------- | -------------- | ---- | ----------- |  |
| 1    | Florian Kapała              | Rzeszów        | 14   | (2,3,3,3,3) |  |
| 2    | Marian Kaiser               | Gdańsk         | 13+3 | (3,2,3,3,2) |  |
| 3    | Henryk Żyto                 | Leszno         | 13+2 | (3,2,3,2,3) |  |
| 4    | Mieczysław Połukard         | Bydgoszcz      | 12   | (3,3,1,3,2) |  |
| 5    | Joachim Maj                 | Rybnik         | 12   | (2,3,2,2,3) |  |
| 6    | Jan Malinowski              | Rzeszów        | 10   | (3,0,2,2,3) |  |
| 7    | Janusz Suchecki             | Bydgoszcz      | 7    | (2,2,1,1,1) |  |
| 8    | Norbert Świtała             | Bydgoszcz      | 7    | (1,3,1,1,1) |  |
| 9    | Jan Mucha                   | Świętochłowice | 5    | (w,1,2,d,2) |  |
| 10   | Andrzej Domiszewski         | Wrocław        | 4    | (1,1,0,2,0) |  |
| 11   | Jan Kolber                  | Rzeszów        | 3    | (1,w,1,1,0) |  |
| 12   | Antoni Woryna               | Rybnik         | 2    | (0,0,2)     |  |
| 13   | Marian Rose                 | Toruń          | 2    | (0,1,0,1,0) |  |
| 14   | Stanisław Tkocz             | Rybnik         | 2    | (2,u)       |  |
| 15   | Rajmund Świtała             | Bydgoszcz      | 1    | (0,u,0,0,1) |  |
| 16   | Marian Spychała             | Rzeszów        | 0    | (u/-)       |  |
|      | rez. Janusz Kościelak       | Rzeszów        |      | (1,2,w,0,1) |  |
|      | rez. Stefan Kępa            | Rzeszów        |      | (1,3,3)     |  |
|      | rez. Marian Stawecki        | Rzeszów        |      | (2,0,0)     |  |
|      | rez. Konstanty Pociejkowicz | Wrocław        |      | (qns)       |  |